# Miss Universo 1952
Miss Universo 1952, la primera edición del concurso Miss Universo, se llevó a cabo el 28 de junio de 1952 en el Long Beach Municipal Auditorium en Long Beach, California (Estados Unidos).
Representantes provenientes de treinta países y territorios compitieron en esta edición del concurso. Al final del evento, la actriz estadounidense Piper Laurie coronó a Armi Kuusela de Finlandia como Miss Universo 1952. Elegida por un jurado de diez personas, la ganadora, de 17 años, se convirtió en la primera representante de su país en obtener el título de Miss Universo.
El concurso fue presentado por Bob Russell. El concurso contó con la Corona Nupcial Imperial Romanov, que anteriormente perteneció a un zar ruso. Se decía que la corona tenía 1.535 diamantes, 300 quilates y estaba valorada en 500.000 dólares.

## Antecedentes

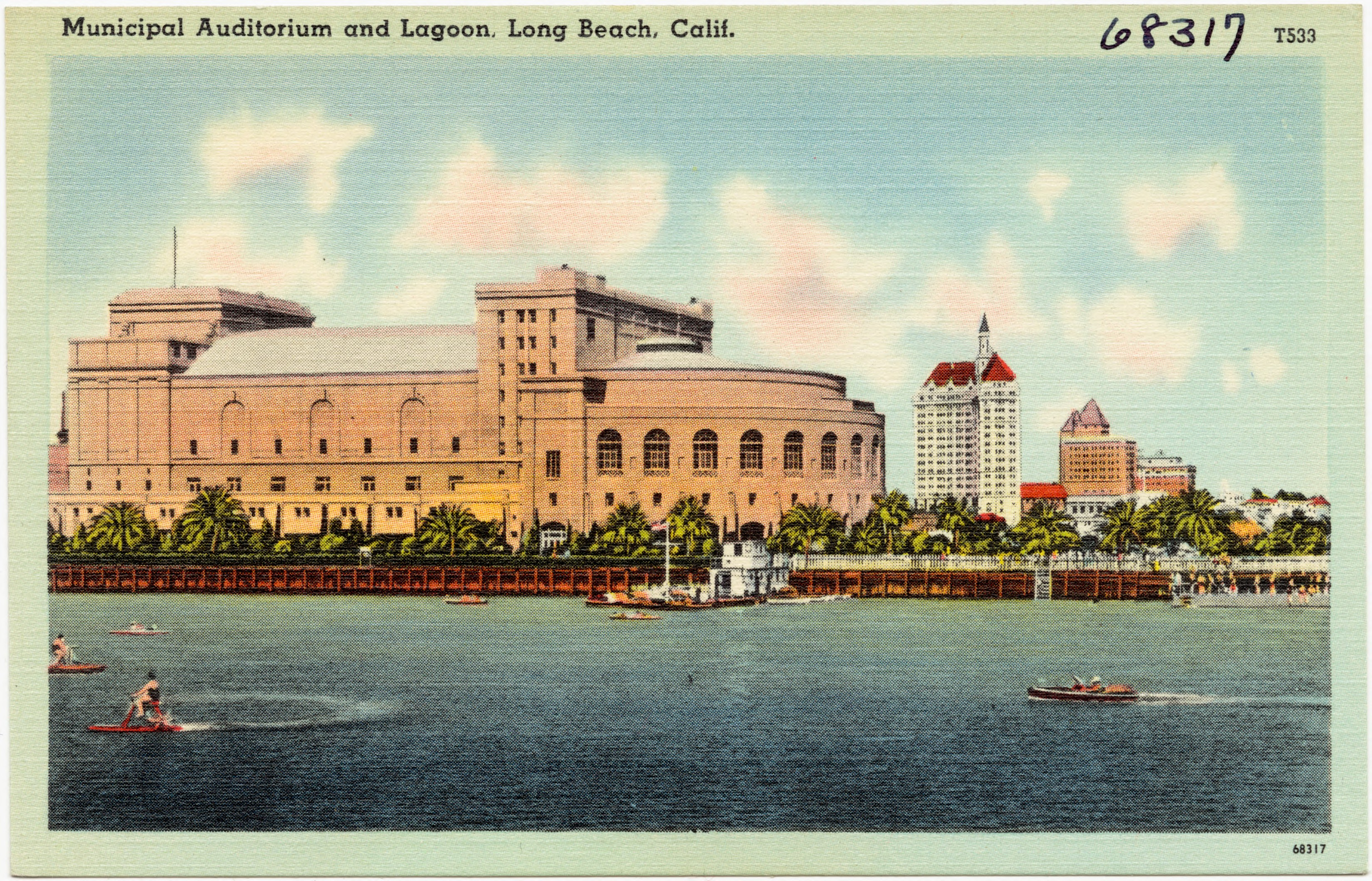
Long Beach Municipal Auditorium, recinto sede de Miss Universo 1952

### Ubicación y fecha
Después de que Yolande Betbeze, Miss America 1951, se negara a posar para una fotografía publicitaria luciendo un traje de baño de Catalina Swimwear, el entonces productor ejecutivo de Miss Universo, Oliver Reinhardt, negoció con funcionarios de Pan American World Airways y Catalina Swimwear para patrocinar el concurso de Miss Universo, que se llevará a cabo en Long Beach, California. La ciudad de Long Beach aportó 30.000 dólares para la competencia que se llevaría a cabo del 23 al 30 de junio de 1952.

### Selección de candidatas
Candidatas de treinta países y territorios fueron seleccionadas para competir en el concurso por primera vez. La edad requerida en esta edición es de dieciocho a veintiocho años, donde también podrán participar mujeres casadas y con hijos. Esta política fue cambiada en 1957 donde se prohibió la participación de mujeres casadas o que ya tuvieran hijos. Luego, esta política se restableció en 2023. Una candidata fue seleccionada para reemplazar a la ganadora original.

#### Reemplazos
Gladys Rubio Fajardo fue designada para representar a su país Uruguay luego de que Miss Uruguay 1952 Rosa Adela «Nenela» Prunell se retirara de la competencia por razones desconocidas.

## Resultados

### Clasificación final
| Posición           | Candidata |
| ------------------ | --- |
| Miss Universo 1952 | - Finlandia - Armi Kuusela |
| 1.ª finalista      | - Hawái - Elza Edsman |
| 2.ª finalista      | - Grecia - Ntaizy Mavraki |
| 3.ª finalista      | - Hong Kong - Judy Dan |
| 4.ª finalista      | - Alemania Federal - Renate Hoy |
| Top 10             | - Estados Unidos - Jackie Loughery - México - Olga Llorens - Sudáfrica - Catherina Higgins - Suecia - Anne Thistler - Uruguay - Gladys Rubio |

### Premios especiales
| Premio                             | Candidata                                                                          |
| ---------------------------------- | ---------------------------------------------------------------------------------- |
| Miss Simpatía                      | - Bélgica - Myriam Lynn (Miss Friendship) - Montana - Valerie Johnson (Miss Amity) |
| Señorita más popular en el desfile | - Chile - Esther Saavedra                                                          |

## Candidatas
Treinta candidatas compitieron por el título.
| País/Territorio  | Candidata                | Edad | Ciudad natal  |
| ---------------- | ------------------------ | ---- | ------------- |
| Alaska           | Shirley Burnett          | 19   | Fairbanks     |
| Alemania Federal | Renate Hoy               | 21   | Ludwigshafen  |
| Australia        | Leah MacCartney          | 19   | Melbourne     |
| Bélgica          | Myriam Lynn              | 25   | Bruselas      |
| Canadá           | Ruth Carrier             | 21   | Ontario       |
| Chile            | Esther Saavedra          | 23   | Santiago      |
| Cuba             | Gladys López             | 20   | La Habana     |
| Dinamarca        | Hanne Sørensen           | 20   | Copenhague    |
| Estados Unidos   | Jacqueline Loughery      | 21   | Brooklyn      |
| Finlandia        | Armi Kuusela             | 17   | Muhos         |
| Francia          | Claude Goddart           | 22   | París         |
| Gran Bretaña     | Aileen P. Chase          | 21   | Londres       |
| Filipinas        | Teresita Sanchez         | 19   | Malolos       |
| Grecia           | Ntaizy Mavraki           | 18   | Atenas        |
| Hawái            | Elza Kananionapua Edsman | 20   | Honolulu      |
| Hong Kong        | Judy Dan                 | 21   | Hong Kong     |
| India            | Indrani Rahman           | 21   | Chennai       |
| Israel           | Ora Vered                | 18   | Tel Aviv      |
| Italia           | Giovanna Mazzotti        | 19   | Lombardía     |
| Japón            | Himeko Kojima            | 20   | Osaka         |
| México           | Olga Llorens Pérez       | 21   | Ciudad Juárez |
| Noruega          | Eva Røine                | 24   | Oslo          |
| Panamá           | Elzibir Gisela Malek     | 18   | Coclé         |
| Perú             | Ada Gabriela Bueno       | 18   | Apurímac      |
| Puerto Rico      | Marilia Levy Bernal      | 20   | Lares         |
| Sudáfrica        | Catherine Higgins        | 19   | Transvaal     |
| Suecia           | Anne Marie Thistler      | 19   | Estocolmo     |
| Turquía          | Gelengül Tayfuroğlu      | 18   | Ankara        |
| Uruguay          | Gladys Rubio Fajardo     | 21   | Montevideo    |
| Venezuela        | Sofía Silva Inserri      | 23   | Tumeremo      |